# Berryman, Missouri

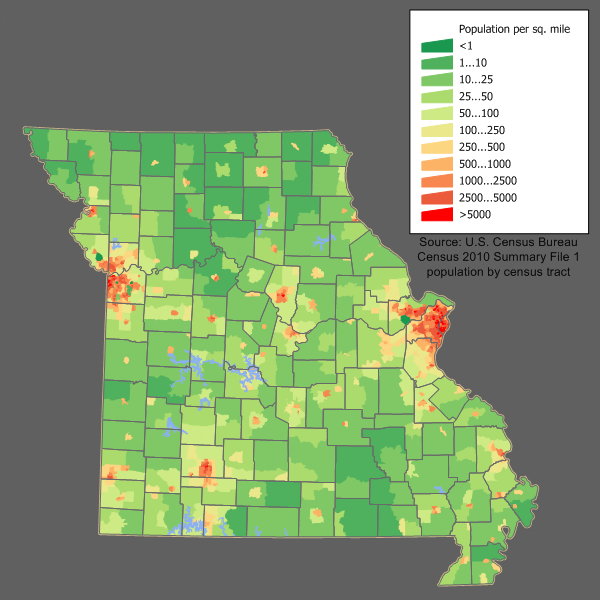
Harta populației statului

Berryman este o localitate neîncorporată situată parțial în două comitate, în vestul comitatului Crawford, respectiv în estul comitatului Washington, statul Missouri, Statele Unite ale Americii.
Berryman se găsește de-a lungul drumului statal Route 8 (Missouri), găsindu-se în pădurea națională numită Mark Twain National Forest, la circa 32 de km (sau 16 mile) de Potosi.
Berryman este singura localitate din comitatul Washington care nu se găsește în cadrul zonei metropolitate centrate în jurul capitalei statului Missouri, Saint Louis, numită Saint Louis Metropolitan Area.